# 報道の魂
報道の魂（ほうどうのたましい）は、TBSで2003年10月から日曜深夜（月曜未明）に不定期（詳細後述）で放送されていた報道番組、ドキュメンタリー。
本項では、差し替えタイトルの『JNNルポルタージュ』および、後継として放送されていた『JNNドキュメンタリー ザ・フォーカス』、『ドキュメンタリー「解放区」』についても記載する。

## 概要
TBS報道局の解説専門記者室が中心となり、ベテランジャーナリストの取材を伝える。当初は月1回の放送であったが、2010年1月より月2回の放送となっている。
2009年までは原則として関東広域圏（関東ローカル）のみの放送だったが、2010年1月より九州沖縄を除くJNN系列局でも『JNNルポルタージュ』（ジェイエヌエヌルポタージュ）として放送開始した。一方、TBS NEWSで再放送を行っている。
また、2009年度からe-JNN（沖縄県を含む九州のJNN系列各局の共同制作網）で放送中の『JNN九州・沖縄ドキュメント ムーブ』の枠内で、当番組で放映された作品を放送する。このケースとは逆に、JNN系列局制作のドキュメンタリー作品を本番組にて放送することもある。
2017年4月より、放送時間を土曜未明（毎月第1・第3土曜）に移動しタイトルを『JNNドキュメンタリー ザ・フォーカス』に改題。TBS以外の系列局でも基本的には同名タイトルで放送しているところが多いが、九州・沖縄ブロックの一部系列局では、『JNN九州・沖縄ドキュメント ムーブ』の枠内として、またそれ以外の一部系列局では『JNNコレクション』と改題しての放送や『映像列島・Jコレクション』の枠内として放送する局もある。
2021年3月21日「生きるということ 小椋佳の世界50年」の放送で「ザ・フォーカス」としては終了、4月から「ドキュメンタリー「解放区」」に変わった。

## 放送日時

### 地上波・TBSテレビ
報道の魂（JNNルポルタージュ）
- 月2回・月曜未明（日曜深夜）1:20 - 1:50（JST）
  - 原則として第1、第3週に放送する（2010年1月以降。それ以前は月1回）が、特番などが入る都合上別の週に振り替えられることもある（特に2011年8月はスポーツ中継などの影響で一度も放送できなかったため、特例で翌9月に月3回の放送を行った）。本番組放送の週は後続番組（『デジ屋台』『にうすざんす』など）が30分繰り下げられていたが、2010年4月以降、1:20 - 1:50枠が週替わり編成（『別冊アサ秘ジャーナル』などを放送）となったため、このような変則編成はなくなった。
  - 2008年10月から2009年9月までは、0:50 - 1:20枠が週替わり（『よゐこ部』『松本見聞録』『ヤリキレナイ川』など）であったため、この期間に限りその週替わり枠に入り、0:50 - 1:20（JST）の放送となっていた。

JNNドキュメンタリー ザ・フォーカス
- 月2回・月曜未明（日曜深夜）1:20 - 1:50（JST）
  - 毎月2回月曜未明（日曜深夜）で、原則として第1、第3週に放送。
  - 2017年12月までは、土曜未明（金曜深夜）1:25 - 1:55に放送されていた。
  - 2021年3月22日（3月21日深夜）をもって放送終了

ドキュメンタリー「解放区」
- 2021年4月5日（4月4日深夜）より放送開始。月2回・月曜未明（日曜深夜）0:58 - 1:58(JST)
  - 毎月2回月曜未明（日曜深夜）で、原則として第1、第3週に放送。
  - 在京キー局が制作し系列局が制作に参加するドキュメンタリー番組では、唯一月2回の放送である。

### TBSニュースバード
- 毎週木曜日23:00 - 23:25ごろ（JST）
  - 同一の番組内容を、本放送の翌週にリピート放送する（つまり2回放送）。
  - 2010年3月までは第2・第4土曜日14:00 - 14:30、第2・第4日曜日22:00 - 22:30の枠で放送。土曜日はプロ野球中継、日曜日は送信施設などのメンテナンスのため、放送を休止する場合があった。

### BS-TBS
JNNルポルタージュとして。
- 第2・第4日曜日11:30 - 12:00（JST）
  - 第1・第3日曜日のこの時間は『女子アナ満開 ハナサカ』を放送
- 2011年3月をもって放送終了。

### ネット局（報道の塊）
JNNルポルタージュとして。いずれの局も隔週放送となっていた。
| 放送対象地域   | 放送局                    | 放送日時                      | 備考   |
| -------------- | ------------------------- | ----------------------------- | ------ |
| 北海道         | 北海道放送（HBC）         | 不定期放送                    | 深夜枠 |
| 青森県         | 青森テレビ（ATV）         | 月曜 1:50 - 2:20（日曜深夜）  |        |
| 岩手県         | IBC岩手放送（IBC）        | 土曜未明（金曜深夜）          |        |
| 宮城県         | 東北放送（TBC）           | 水曜 2:18 - 2:48（火曜深夜）  |        |
| 山形県         | テレビユー山形（TUY）     | 月曜 1:45 - 2:15 （日曜深夜） |        |
| 福島県         | テレビユー福島（TUF）     | 月曜 1:20 - 1:50 （日曜深夜） |        |
| 山梨県         | テレビ山梨（UTY）         | 月曜 2:05 - 2:35（日曜深夜）  |        |
| 新潟県         | 新潟放送（BSN）           | 月曜 1:00 - 1:30（日曜深夜）  |        |
| 長野県         | 信越放送（SBC）           | 月曜 1:25 - 1:55（日曜深夜）  |        |
| 静岡県         | 静岡放送（SBS）           | 月曜 0:50 - 1:20（日曜深夜）  |        |
| 富山県         | チューリップテレビ（TUT） | 不定期放送                    |        |
| 石川県         | 北陸放送（MRO）           | 月曜 1:45 - 2:13（日曜深夜）  | [ 4 ]  |
| 中京広域圏     | CBCテレビ（CBC）          | 月曜 1:10 - 1:40 （日曜深夜） | [ 5 ]  |
| 近畿広域圏     | 毎日放送（MBS）           | 日曜 5:00 - 5:30              |        |
| 鳥取県・島根県 | 山陰放送（BSS）           | 月曜 1:20 - 1:50（日曜深夜）  |        |
| 岡山県・香川県 | RSK山陽放送（RSK）        | 日曜 2:18 - 2:48（土曜深夜）  |        |
| 広島県         | 中国放送（RCC）           | 不定期放送                    | 深夜枠 |
| 山口県         | テレビ山口（tys）         | 月曜 0:55 - 1:25（日曜深夜）  |        |
| 愛媛県         | あいテレビ（itv）         | 月曜 1:35 - 2:05（日曜深夜）  |        |
| 高知県         | テレビ高知（KUTV）        | 土曜 15:30 - 16:00            |        |

- なお九州・沖縄のネット局はJNN九州・沖縄ドキュメント ムーブ参照。

### ネット局（JNNドキュメンタリー ザ・フォーカス）
| 放送対象地域 | 放送局                    | 放送日時                     | 備考                                                                             |
| ------------ | ------------------------- | ---------------------------- | -------------------------------------------------------------------------------- |
| 山梨県       | テレビ山梨（UTY）         | 金曜 1:30 - 2:00（木曜深夜） | 当番組休止時は同枠で『Music B.B.』を放送。                                       |
| 静岡県       | 静岡放送（SBS）           | 月曜 2:40 - 3:10（日曜深夜） | 放送時間は前番組により変動あり。 同枠で『映像列島・Jコレクション』も不定期放送。 |
| 富山県       | チューリップテレビ（TUT） | 土曜 2:40 - 3:10（金曜深夜） | 2017年5月13日開始                                                                |
| 近畿広域圏   | 毎日放送（MBS）           | 日曜 5:40 - 6:10             | 2020年4月から放送時間変更                                                        |

上記以外にもJNN各局で放送。